# سيف الدين الباخرزي
سَيْفُ الدِّيْنِ أَبُو المعالي سعيد بن المطهر بن سعيد بن عَلِيٍّ القَائِدِي البَاخَرْزِيّ، أحد علماء أهل السنة والجماعة ومن أعلام التصوف السني في القرن السابع الهجري، قال عنه الذهبي: «الإِمَامُ القُدْوَةُ شَيْخُ خُرَاسَان، كَانَ إِمَاماً مُحَدِّثاً، وَرِعاً زَاهِداً، تَقيّاً، أَثرِيّاً، مُنْقَطِع القَرِيْنِ، بعيد الصِّيت، لَهُ وَقْعٌ فِي القُلُوبِ وَمَهَابَةٌ فِي النُّفُوْسِ»، ووصفه صلاح الدين الصفدي بأنّه: «إمام في السنة والتصوف»، اهتم بالحديث النبوي وسمعه وكتب الأجزاء توفي سنة 659 هـ.

## حياته
ولد في «باخرز» وهي ولاية قرب نيسابور يوم 9 شعبان سنة 586 هـ، وقدم بغداد وله إحدى عشرة سنة، فسمع من ابن الجوزي. وصحب نجم الدين الكبرى، وبهاء الدين السلامهي، وتاج الدين محمود الأشنهي، وسعد الدين الصرام الهروي، ومختار الهروي، وحج في صباه. ثم دخل بغداد ثانيًا، وقرأ على السهروردي، وبخراسان على المؤيد الطوسي، وفضل الله بن محمد بن أحمد النوقاني، ثم تكلم بدهستان على الناس، وقرأ على الخطيب جلال الدين بن الشيخ شيخ الإسلام برهان الدين المرغيناني كتاب «الهداية» في الفقه من تصانيف أبيه. ثم قدم خوارزم، وقرأ ببخارى على المحبوبي، والكردي، وأبي رشيد الأصبهاني.
وكان من جملة الملازمين له نَجْم الدِّيْنِ مَا قِيْلَ المُقْرِئ، وَسَعْد الدِّيْنِ سرجنبَان، وَروح الدِّيْنِ الخُوَارِزْمِيّ، وَشَمْس الدِّيْنِ الكَبِيْر، وَمُحَمَّد كلاَنَة، وَنَافِعُ الدِّيْنِ بَدِيْع. وكان له من أولاده جَلاَلُ الدِّيْنِ مُحَمَّد، وَبُرْهَان الدِّيْنِ أَحْمَدَ، وَمَظْهَرُ الدِّيْنِ مُطَهَّر.

## وفاته
توفي الباخرزي يوم 20 ذو القعدة سنة 659 هـ، وقد ترك أمولاً كثيرة، وقد أوصى أن يُدفَن في خرقة شيخه نجم الدين الكبرى، وكان يوم جنازته يومًا مشهودًا لم يتخلّف فيه أحد، ورثاه كمال الدين حسن بن مظفّر الشيباني البلدي: